# Drogosze
Drogosze (deutsch Dönhoffstädt, 1911 bis 1945 Dönhofstädt) ist ein Dorf in der Gemeinde Barciany (Barten) in der Woiwodschaft Ermland-Masuren in Polen.

## Geographie
Das Dorf liegt in der historischen Region Ostpreußen, etwa 17 Kilometer nordwestlich der Kreisstadt Kętrzyn (Rastenburg) und 73 Kilometer südöstlich von Kaliningrad (ehemals Königsberg (Preußen)).

## Geschichte

### Ortsgeschichte
Die erste urkundliche Erwähnung des mit Dönhofstädt verbundenen Ortes Groß Wolfsdorf stammt aus dem Jahr 1361. Konrad von Wolffersdorf erhielt vom Deutschen Orden das Land und gründete eine Siedlung. Von 1598 bis 1606 errichtete die Familie von Rautter, die bereits seit 1477 hier ansässig war, ein Schloss. Später heiratete ein von Dönhoff in die Familie Rautter ein und erhielt als Mitgift den Ort. Der Gutsbezirk erhielt daraufhin den Namen Dönhoffstädt, dessen Schreibweise am 4. Juli 1911 in „Dönhofstädt“ verändert wurde. Das Dorf behielt aber den Namen „Groß Wolfsdorf“.

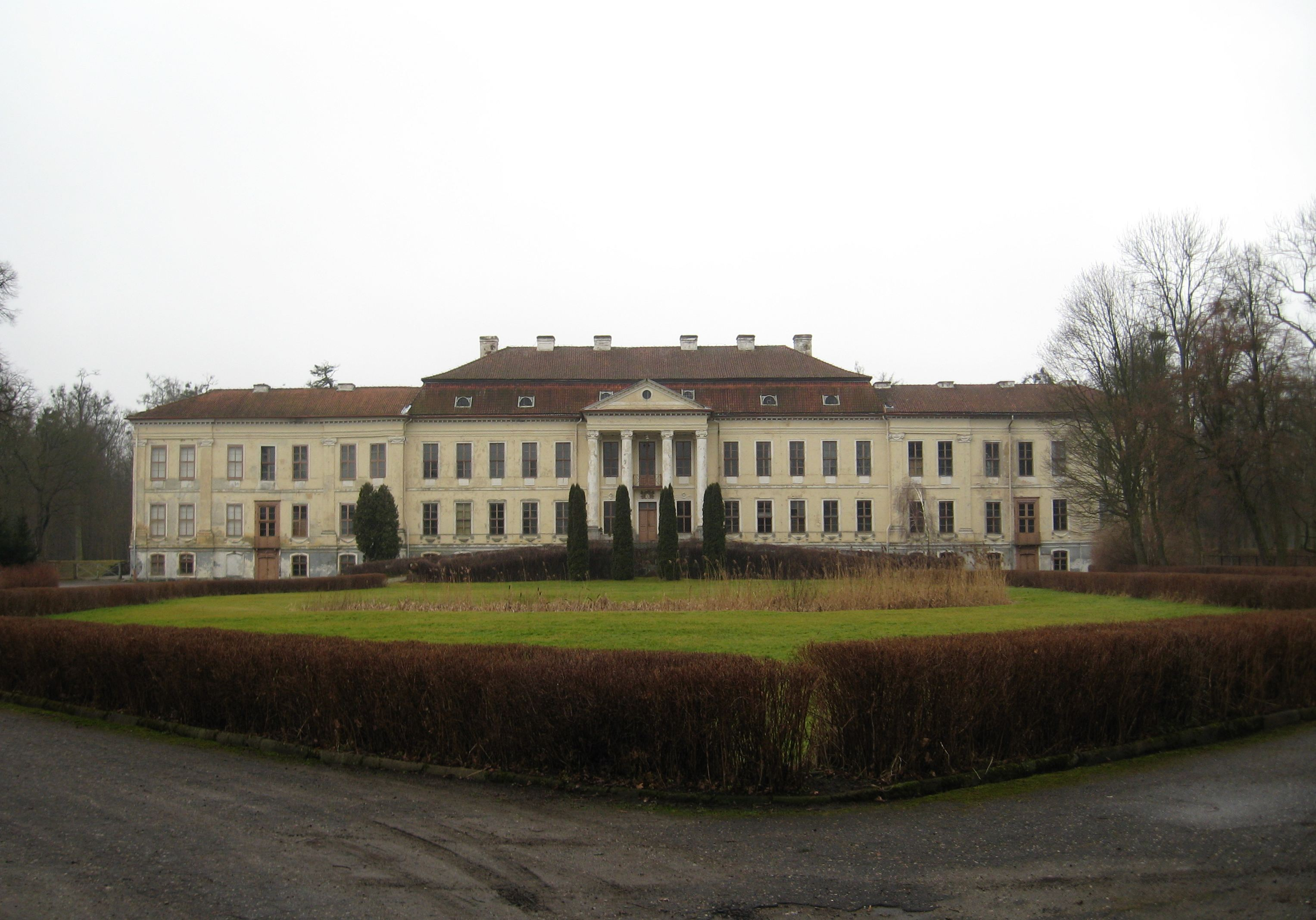
Schloss Dönhoffstädt

Zum Gut Dönhoffstädt gehörten zeitweilig 25 Dörfer. Nachdem das Schloss im Jahr 1690 durch einen Blitzschlag abgebrannt war, ließ Bogislaw Friedrich von Dönhoff von 1710 bis 1716 ein neues Schloss errichten. Die Größe und Qualität des Baues entsprach dem Wunsch des Königs Friedrich I. Das 1701 neu gegründete Königreich Preußen sollte aus Gründen kultureller Repräsentation mit einigen prächtigen Barockschlössern versehen werden, daher entstanden im Wettbewerb untereinander fast gleichzeitig auch die Schlösser Friedrichstein (ebenfalls Grafen Dönhoff), Finckenstein (Grafen Finck von Finckenstein), Schlobitten und Schlodien (Grafen Dohna) und Capustigall (Grafen Waldburg), von denen heute nur noch Dönhoffstädt existiert (siehe unten).
Am 30. April 1874 wurde Dönhofstädt Amtsdorf und damit namensgebend für einen Amtsbezirk, der bis 1945 bestand und zum Kreis Rastenburg im Regierungsbezirk Königsberg in der preußischen Provinz Ostpreußen gehörte.
Am 30. September 1928 schlossen sich die Landgemeinde Groß Wolfsdorf und der Gutsbezirk Dönhofstädt sowie Teile der Gutsbezirke Karschau (polnisch: Karszewo) und Glittehnen (polnisch: Glitajny) zur neuen Landgemeinde Dönhofstädt zusammen.
Nach dem Zweiten Weltkrieg wurde Groß Wolfsdorf im Sommer 1945 von der sowjetischen Besatzungsmacht zusammen mit der südlichen Hälfte Ostpreußens gemäß dem Potsdamer Abkommen unter die Verwaltung der Volksrepublik Polen gestellt. 1946 wurde für Groß Wolfsdorf kurzzeitig die polnische Ortsbezeichnung „Wilkowo Wielkie“ eingeführt, Dönhofstädt erhielt die polnische Namensform „Drogosze“. Die verbliebenen deutschen Einwohner wurden in der Folgezeit von den Polen vertrieben. Das Schloss der Familie Dönhoffs wurde ab 1954 für die landwirtschaftliche Ausbildung genutzt, vor allem für die Ausbildung von Traktoristen.
Ebenfalls 1954 wurde Drogosze Sitz einer Gromada. 1960 umfasste sie 49,35 km² mit 1665 Einwohnern. Die Gromada wurde zum 1. Juli 1968 aufgelöst.
Ab 1974 wurde das Schloss als Ferienlager genutzt. 1973 wurde das Dorf Teil der Gmina Barciany (Barten). Zum Schulzenamt (polnisch Sołectwo) Drogosze gehörten vier Ortschaften. Durch eine Verwaltungsreform kam das Dorf 1975 zur neu gebildeten Woiwodschaft Olsztyn. Nach deren Auflösung war es ab 1999 Teil der Woiwodschaft Ermland-Masuren.

### Einwohnerzahlen
1817 gab es in Groß Wolfsdorf 34 Häuser.
Nachfolgend die graphische Darstellung der Einwohnerentwicklung:

### Amtsbezirk Dönhofstädt (1874–1945)
Zum Amtsbezirk Dönhofstädt gehörten bei seiner Errichtung acht Kommunen. Am Ende waren es aufgrund struktureller Veränderungen noch drei:
| Deutscher Name                                                             | Polnischer Name | Bemerkungen                                                    |
| -------------------------------------------------------------------------- | --------------- | -------------------------------------------------------------- |
| Dönhofstädt bis 1911: Dönhoffstädt                                         | Drogosze        |                                                                |
| Groß Winkeldorf bis 1881/83: Winkeldorf-Glittehnen und Winkeldorf-Karschau | Wiklewo         | 1929 in den Amtsbezirk Paaris umgegliedert                     |
| Groß Wolfsdorf                                                             | Wilkowo Wielkie | 1928 in die Landgemeinde Dönhofstädt eingemeindet              |
| Kamplack                                                                   | Kąpławki        |                                                                |
| Karschau                                                                   | Karszewo        | 1929 in den Amtsbezirk Korschen umgegliedert                   |
| Modgarben, Dorf                                                            | Modgarby        | 1928 in den Amtsbezirk Sansgarben umgegliedert                 |
| Modgarben, Gut                                                             |                 | 1928 in die Landgemeinde Modgarben eingemeindet                |
| ab 1929: Plehnen                                                           |                 | bis 1929 in den Amtsbezirk Lamgarben bzw. Paaris eingegliedert |

Am 1. Januar 1945 bildeten nur noch die Gemeinden Dönhofstädt, Kamplack und Plehnen den Amtsbezirk Dönhofstädt.

## Barockschloss Dönhofstädt
- Siehe Hauptartikel: Schloss Dönhoffstädt

### Schloss
Das Schloss der Grafen Dönhoff wurde nach einem Brand des alten Renaissance-Schlosses von Groß Wolfsdorf für Bogislaw Friedrich von Dönhoff etwas abseits vom alten Standort an einem Hang errichtet und „Dönhoffstädt“ benannt. Der Entwurf des Gebäudes stammt von dem Architekten Jean de Bodt (1670–1745) und dem Baumeister John von Collas (1678–1753), beides Hugenotten. Errichtet wurde es von 1710 bis 1716 und war dann bis 1816 im Eigentum der Dönhoffs.
Bei der Erbteilung nach dem Tode des Grafen Stanislaus Dönhoff 1816 teilten sich seine Schwestern den umfangreichen Familienbesitz, wobei Angélique Dönhoff (1793–1863) Gut und Schloss Dönhoffstädt erhielt. Sie war später mit dem Grafen Georg zu Dohna vermählt. 1863 erbte ihre Nichte Marianne Gräfin zu Stolberg-Wernigerode, geb. Freiin von Romberg (1821–1884) den umfangreichen Besitz Dönhofstädt, deren Nachkommen bis 1945 hier ansässig waren. Ihr Sohn Graf Udo zu Stolberg-Wernigerode (1840–1910) war Reichstagspräsident. Im Schloss gab es ein eigenes Theater im westlichen Seitenflügel, eine umfangreiche Bibliothek sowie eine Hauskapelle im Ostflügel, die in den 1830er Jahren eine neugotische Umgestaltung erfuhr. Hinter dem Schloss nach Süden erstreckt sich ein ausgedehnter Landschaftspark, der auf Graf Bogislav Dönhoff (1754–1809) zurückgeht und der u. a. auch ein Damwildgehege (Tierpark) besaß. Überreste der barocken Gartenanlage waren in Form von einigen Sandsteinskulpturen bzw. -vasen im Umfeld des Schlosses noch bis 1945 erhalten. Bedeutende Teile des Archivs konnten nach 1945 von den Polen evakuiert werden und befinden sich heute im Archiv Olsztyn  (deutsch: Allenstein).
Als das Gebiet nach dem Zweiten Weltkrieg unter polnische Verwaltung gestellt wurde, wurde zunächst eine Landwirtschaftsschule in dem Gebäude eingerichtet.
Seit dem Ende der Volksrepublik Polen ist das Bauwerk ungenutzt. Pläne, ein Hotel zu errichten, wurden bisher nicht umgesetzt.

Galerie
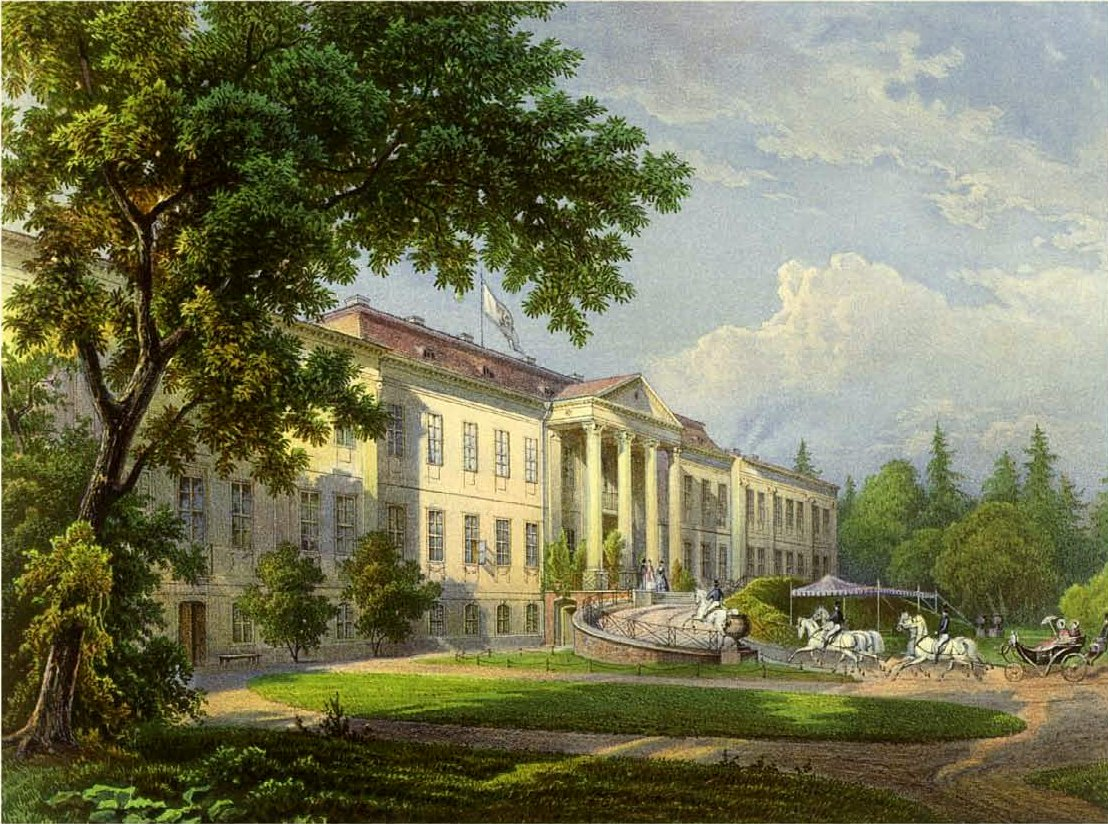
Schloss Dönhoffstädt, 1856, Lithographie nach dem Aquarell von August Behrendsen, Sammlung Alexander Duncker
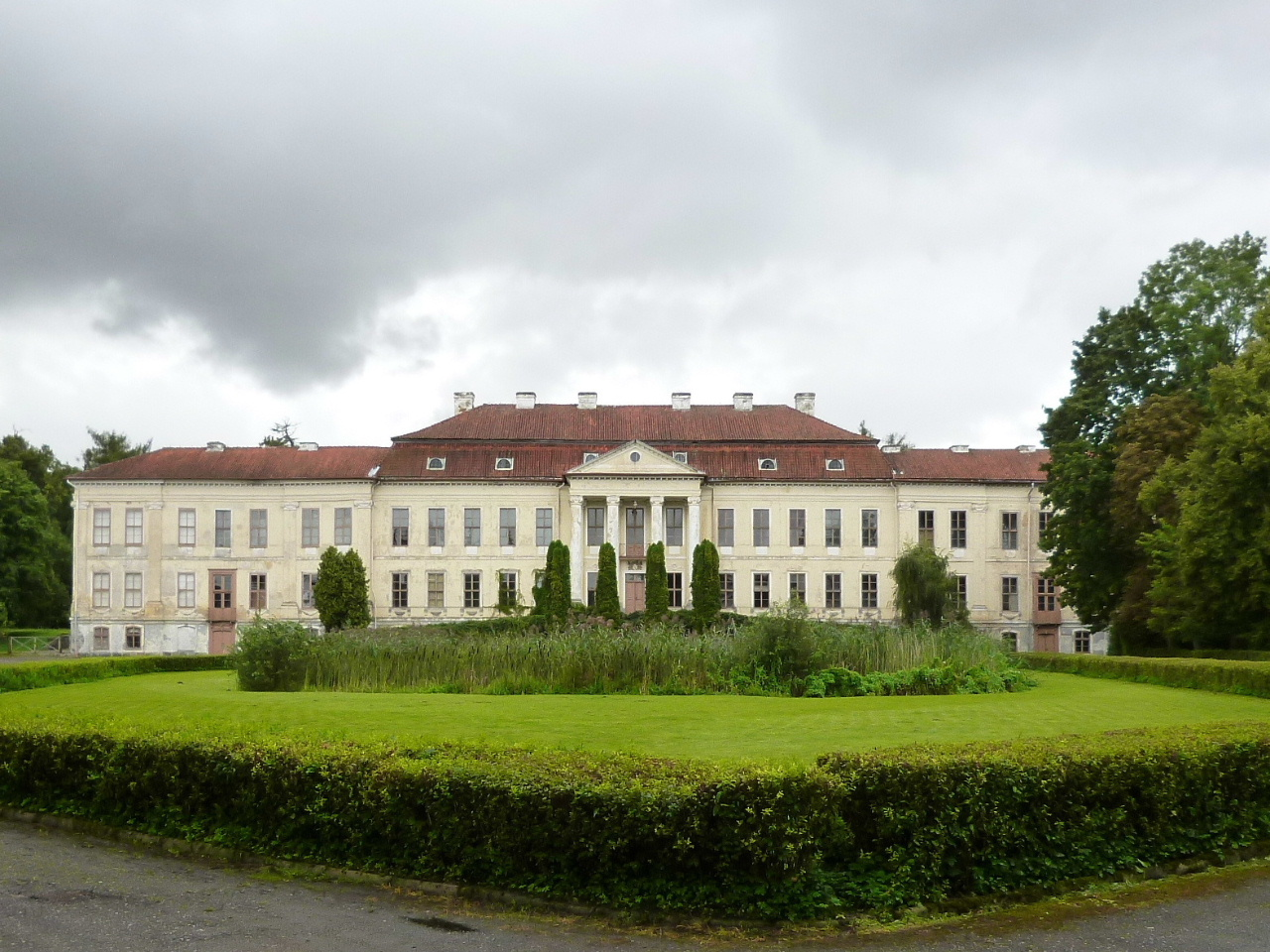
Schloss Dönhofstädt (2011)
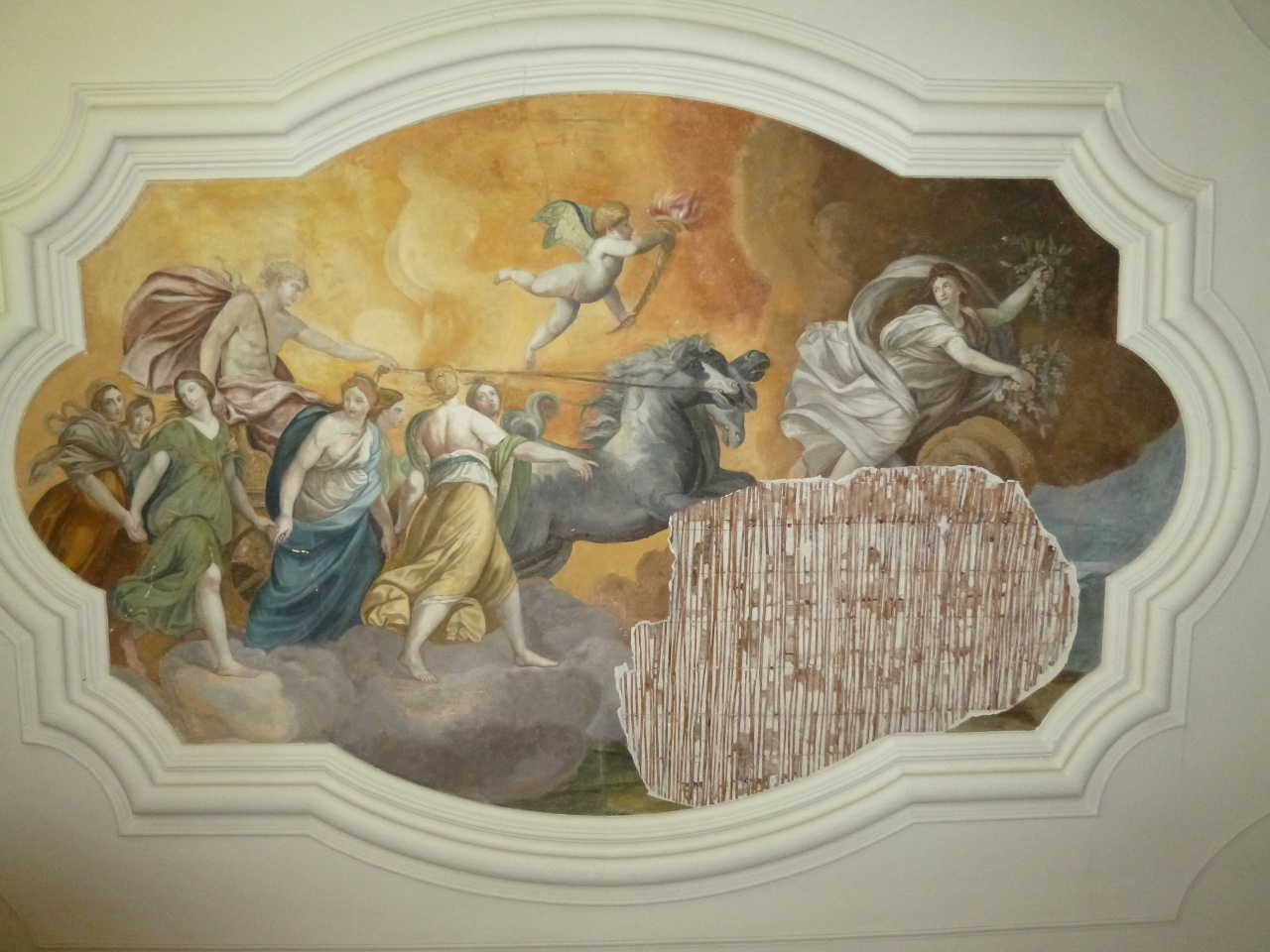
Deckengemälde im Schloss
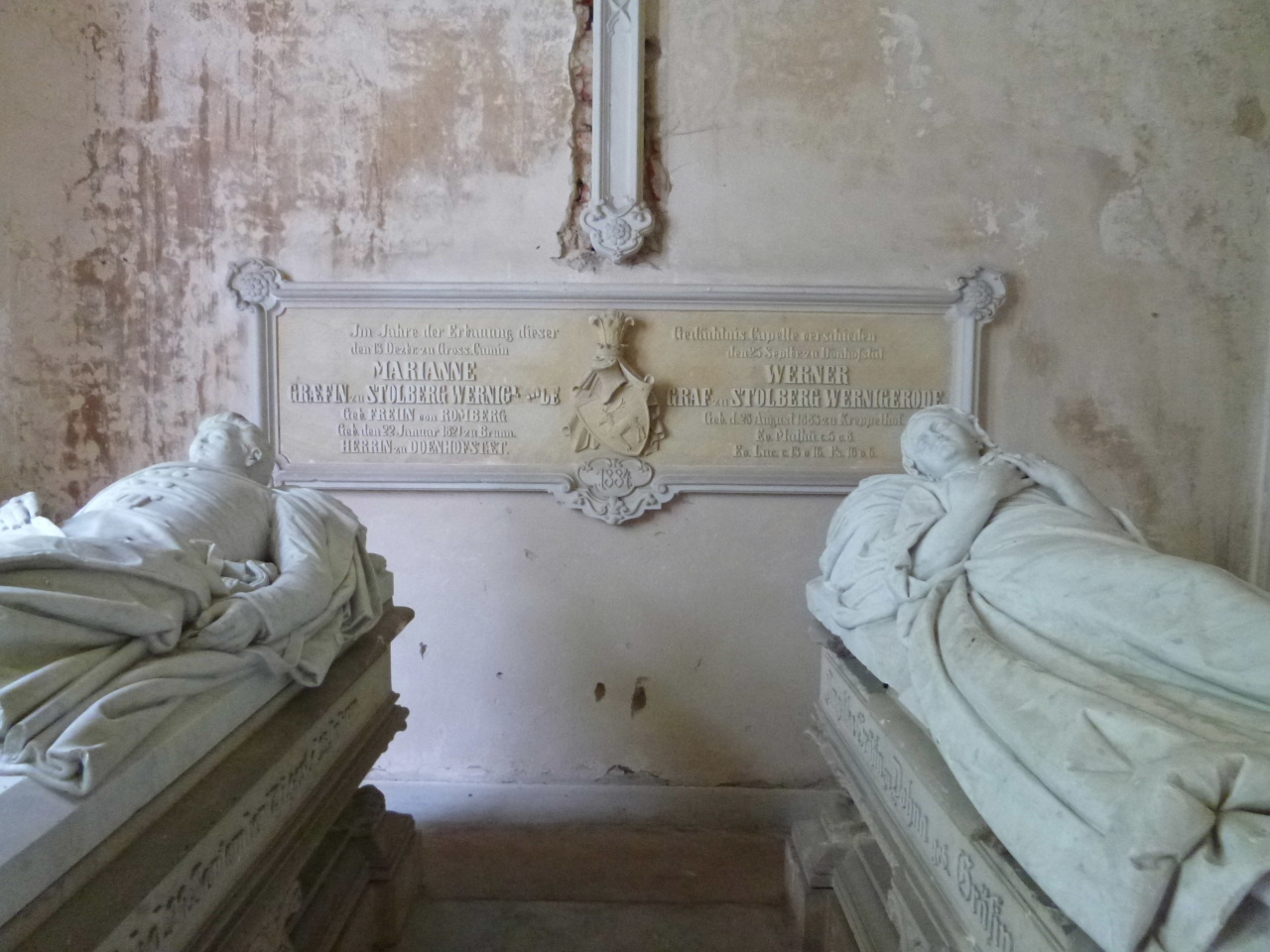
Gedächtniskapelle von 1884 mit Schein-Sarkophagen aus Marmor von Eduard Lürssen, 1889, mit den Liegefiguren der Geschwister Angelika und Stanislaus Dönhoff
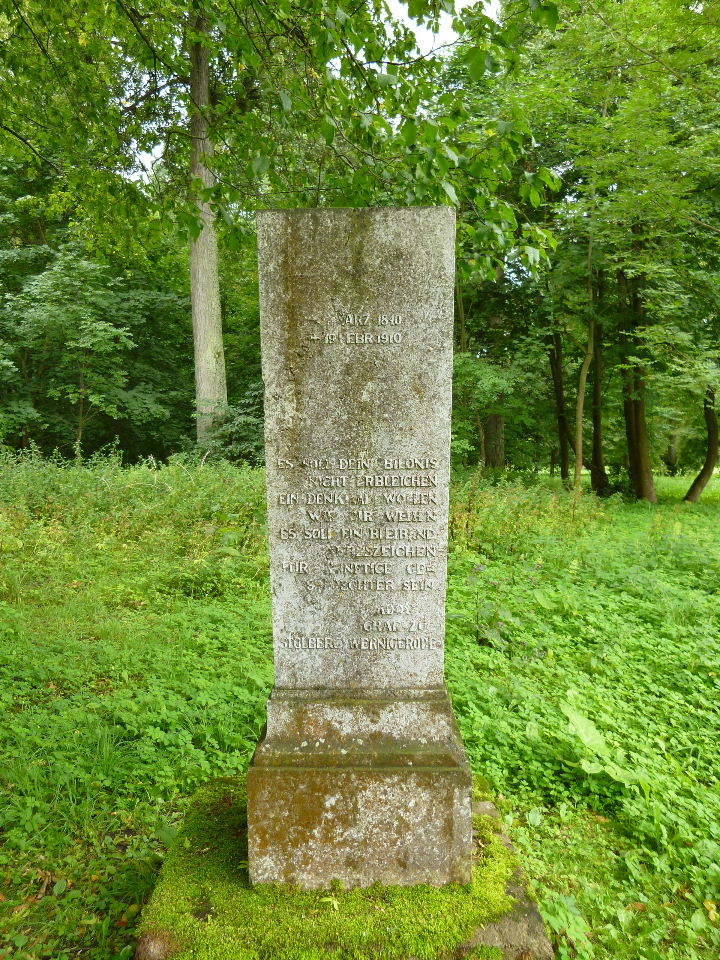
Gedenkstein für Graf Udo zu Stolberg-Wernigerode (1840–1910) im Garten von Schloss Dönhofstädt
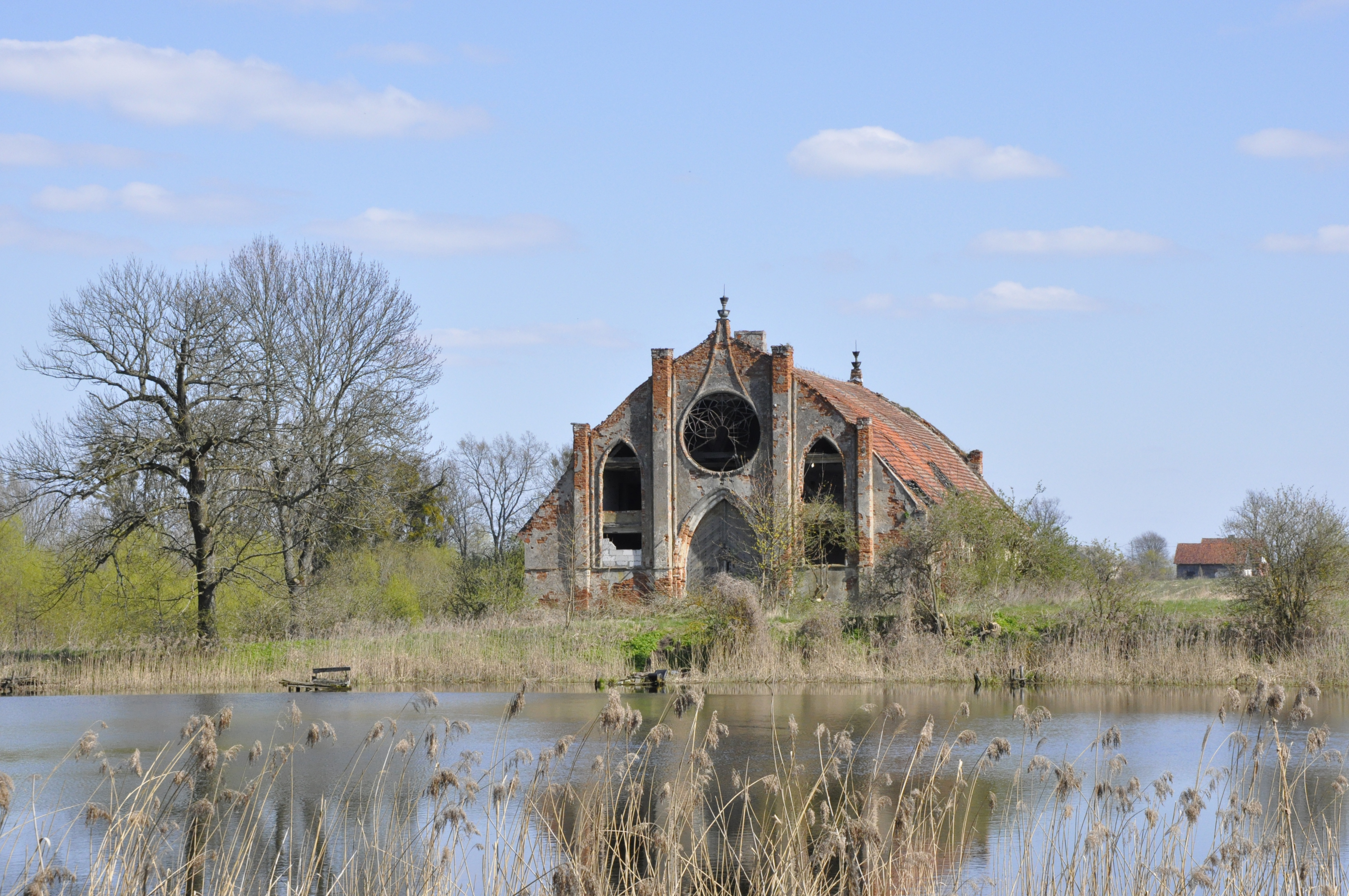
Der Marstall des Schlosses, 2017

### Schlosskapelle
Der Kirchenpatron Graf Bogislaw Friedrich von Dönhoff richtete 1725 im Ostteil des Schlosses eine Kapelle ein. Sie war rechteckig aus Feldsteinen gebaut und verfügte über keinen Turm: die Glocken hingen im Dachstuhl. Der Innenraum und seine Ausstattung waren dem Geschmack des Erbauers entsprechend und der reformierten Tradition verpflichtet sehr schlicht gehalten. Die Decke war gewölbt und teilweise stuckverziert.

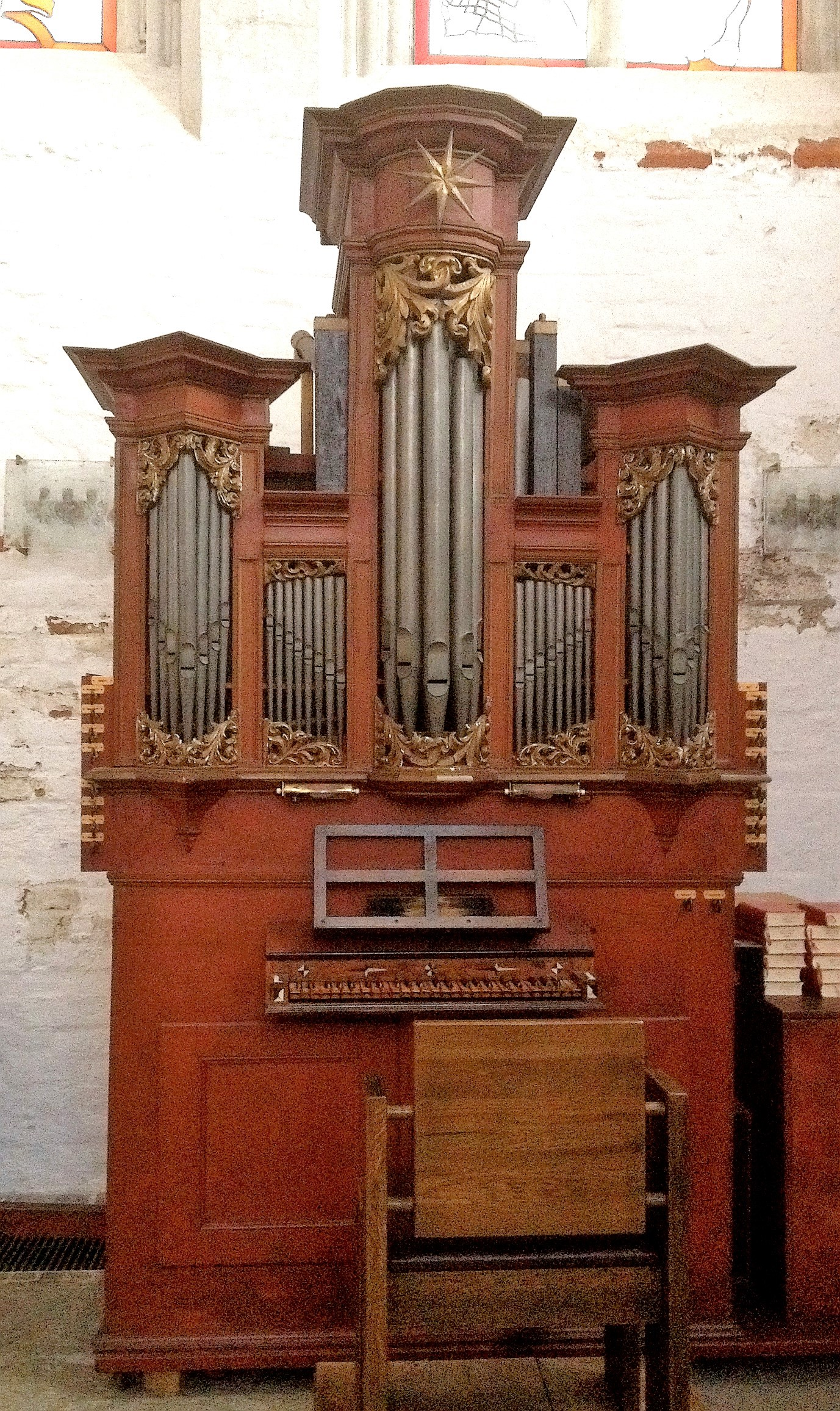
Die Lübecker Briefkapellenorgel war von 1730 bis 1933 die Orgel der Schlosskapelle Dönhofstädt

Der Königsberger Orgelbauer Johann Schwartz fertigte 1734/24 eine kleine Hausorgel an, die 1730 eingebaut wurde. Sie war einmanualig mit acht Stimmen in Bass- und Diskantteilung und hatte kein Pedal. 1933 hat der Lübecker Orgelbauer Karl Kemper das Instrument – wohl in Austausch gegen eine neue Orgel – von Dönhofstädt in die Hansestadt gebracht. Zunächst hatte sie dort ihren Platz in der Katharinenkirche, 1948 verbrachte man sie in die Marienkirche, wo sie als sogenannte „Briefkapellenorgel“ fungierte und als gut erhaltene Barockorgel noch heute zur Begleitung von Gottesdiensten – speziell zwischen Januar und März in der Briefkapelle als Winterkirche – erklingt.
Im Jahre 1818 trat die reformierte Kirchengemeinde Dönhofstädt der Altpreußischen Union in der Vereinigung lutherischer und reformierte Kirchen bei, ließ sich jedoch mit ihrem bis dahin gepflegten Eigenleben noch länger Zeit. In den 1830er Jahren begann man mit einer Neugestaltung der Kapelle, bei der auch lutherische Elemente zum Tragen kamen. Am 5. August 1860 wurde der in Rom aus carrarischem Marmor angefertigte Altar eingebracht, dazugehörig war ein Marmorflachrelief der Grablegung Christi von August Wittig (1823–1893), der auch die Basisreliefs der Taufe und der Auferstehung Christi in weißem Marmor gestaltete. Das Altar-Marmorrelief befindet sich heute in der St.-Johannes-Evangelist-Kirche in Bartoszyce (deutsch Bartenstein). Über dem Altar wurde eine geschnitzte Kanzel angebracht.
Neben der Schlosskapelle ist noch heute die Gedächtniskapelle für die damaligen Gutsbesitzer aus dem Jahr 1884 erhalten, u. a. mit Marmor-Sarkophagen des Berliner Bildhauers Eduard Lürssen (1840–1891) für Angehörige der Familie von Dönhof.
Die Schlosskapelle wurde nach 1945 ebenso wie das Schloss anderweitiger und auch profaner Nutzung zugeführt.

## Kirche

### Evangelisch

#### Kirchengeschichte
Im Jahre 1725 entstand in Dönhofstädt eine evangelische Kirchengemeinde, die die Schlosskapelle als Gottesdienstort nutzte und sich der reformierten Tradition verpflichtet sah. Das Patronat war den Gutsbesitzern – bis in das 19. Jahrhundert hinein der Familie von Dönhoff – zugeordnet. Die Dönhofstädter Gemeinde war lange Jahre ein Mittelpunkt der Reformierten im Raum Barten, Bartenstein, Gerdauen und Neidenburg.
Im Jahre 1818 trat die Kirchengemeinde Dönhofstädt der Altpreußischen Union bei und war Teil des Reformierten Kirchenkreises Königsberg in Preußen. Im Jahre 1875 kam es zur Vereinigung mit der Nachbarkirche Groß Wolfsdorf (der Ort ist nach 1945 in Drogosze aufgegangen), so dass beide Gemeinden unter einem Pfarramt betreut wurden. Beide Gemeinden unterstanden dann dem Kirchenkreis Rastenburg in der Kirchenprovinz Ostpreußen der Kirche der Altpreußischen Union. Im Jahre 1925 zählte die Pfarrei Groß Wolfsdorf-Dönhofstädt 1530 Gemeindeglieder, von denen 1375 im Pfarrsprengel Groß Wolfsdorf und 155 im Pfarrsprengel Dönhofstädt lebten.
Flucht und Vertreibung der einheimischen Bevölkerung setzten dem kirchlichen Leben in dem dann Drogosze genannten Ort ein Ende. Evangelische Kirchenglieder, die hier heute leben, gehören zur Pfarrei Kętrzyn (Rastenburg) mit der nahe gelegenen Filialkirche in Barciany (Barten) innerhalb der Diözese Masuren der Evangelisch-Augsburgischen Kirche in Polen.

#### Pfarrsprengel Dönhofstädt
Zum Pfarrsprengel Dönhofstädt im Kirchspiel Groß Wolfsdorf-Dönhofstädt gehörten die Dönhofstädter Wohnplätze: Schloss, Amt, Ziegelei und Bahnhof.

#### Pfarrer
In Dönhofstädt amtierten bis 1874 die reformierten Geistlichen:
- Johann Jakob Ulrich, 1720–1737
- Johann Gotthard Graevius, 1738–1776
- Georg Ludwig Krulle, 1777–1808
- Thomas Wilhelm Wiederhold, 1809–1838
- Ludwig Heinrich Hitzigrath, 1838–1845
- Heinrich Dietrich O.F. von Behr, 1845–1856
- Johann Karl Julius Axenfeld, 1856–1861
- Heinrich Ernst P. Holland, 1861–1872
- Konstantin Bernhard Th. Meyer, 1872–1874.

Danach amtierten die Geistlichen der gemeinsamen Pfarrei Groß Wolfsdorf-Dönhofstädt an der Schlosskapelle Dönhofstädt, wo sie einmal monatlich Gottesdienst feierten. Der Pfarramtssitz allerdings blieb Dönhofstädt.

#### Kirchenbücher
Von den Kirchenbüchern der Kirchengemeinde Dönhofstädt haben sich erhalten und werden bei der Deutschen Zentralstelle für Genealogie in Leipzig aufbewahrt:
- Taufen, Trauungen und Begräbnisse der Jahre 1721 bis 1842.

### Katholisch

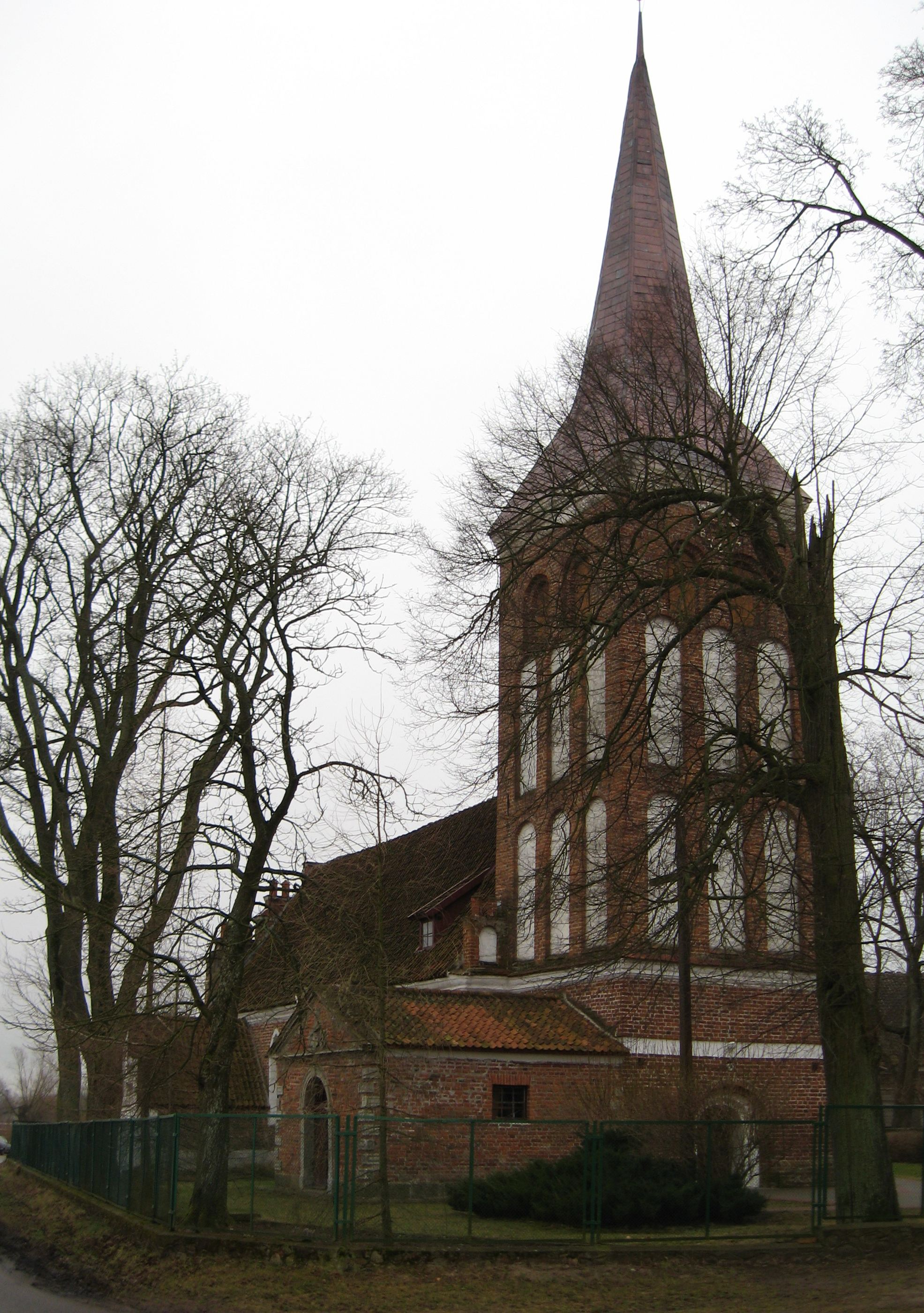
Die einst evangelische Kirche Groß Wolfsdorf, heute katholische Kirche der Mutter Gottes vom Tor der Morgenröte

Im Raum Dönhofstädt lebten vor 1945 nur wenige Katholiken. Sie waren bis 1905 der Pfarrei Sturmhübel (polnisch Grzęda) danach der Pfarrei Rastenburg (Kętrzyn) und ab 1931 der Pfarrei Korschen (Korsze) im Bistum Ermland zugeordnet.
In Kriegsfolge siedelten sich im nun Drogosze genannten Ort zahlreiche polnische Neubürger an, die fast ausnahmslos der katholischen Konfession angehörten. Sie bildeten hier eine Gemeinde und reklamierten die bisher evangelische Kirche in Groß Wolfsdorf – jetzt auf dem Boden von Drogosze gelegen – für sich. Am 1. April 1962 wurde hier eine eigene Pfarrei errichtet, die zum Dekanat Reszel (Rößel) im jetzigen Erzbistum Ermland gehört. Die Pfarrkirche trägt den Namen: Kirche der Mutter Gottes vom Tor der Morgenröte.

## Verkehr
Drogosze liegt mit der Ortsstelle Wilkowo Wielkie (Groß Wolfsdorf) verkehrsgünstig an der Woiwodschaftsstraße 590, die in Nord-Süd-Richtung Barciany (Barten) mit den Städten Korsze (Korschen), Reszel (Rößel) und Biskupiec (Bischofsburg) verbindet. Außerdem führt eine Nebenstraße von Kolwiny (Kolbiehnen) in den Ort.
Dönhofstädt war ab 1871 eine Bahnstation an der Bahnstrecke Toruń–Tschernjachowsk (deutsch Thorn–Insterburg), die in Gänze nur 1945  befahren wurde. Heute verkehren die Züge von Posen über Toruń und Olsztyn (Allenstein) nur noch bis Korsze (Korschen). Am 2. April 2004 wurde der gesamte Streckenabschnitt von Korsze bis zur polnisch-russischen Staatsgrenze endgültig geschlossen. Die Bahnstation (bis 1945: Bahnhof) Dönhofstädt hieß zwischen 1945 und 1945 „Starogród Pomnik“, danach „Drogosze“.

## Persönlichkeiten

### Söhne und Töchter der Ortschaft
- Anton von Behr (1849–1931), deutscher Architekt, preußischer Baubeamter, Denkmalpfleger und Architekturschriftsteller

### Mit dem Ort verbunden
- Bogislaw Friedrich Graf von Dönhoff (1669–1742), Generalmajor, Gutsherr auf Dönhofstädt, Erbauer des Barockschlosses, verstarb am 24. Dezember 1742 in Dönhofstädt
- Albrecht Graf zu Stolberg-Wernigerode (1886–1948), deutscher Politiker, Reichstagsabgeordneter, war von 1910 an der letzte Gutsherr auf Dönhofstädt

## Sonstiges
Im Jahre 1867 veröffentlichte Hermann Frischbier in seiner in Königsberg (Preußen) erschienenen Sammlung Preußische Volksreime und Volksspiele eine hochdeutsche Textfassung des Volks- und Kinderliedes „Spannenlanger Hansel“ mit der Herkunftsangabe „Dönhoffstädt in Ostpreußen“.